# Tuberculobasis macuxi
Tuberculobasis macuxi là một loài chuồn chuồn kim trong họ Coenagrionidae.
Tuberculobasis macuxi được miêu tả khoa học năm 2009 bởi Machado.